# One to One
One to One ist ein Jazzalbum von Howard Riley und Elton Dean. Die am 20. Mai 1993 und 29. Januar 1999 live entstandenen Aufnahmen erschienen am 1. April 1999 auf Slam Productions.

## Hintergrund
Der britische Pianist Howard Riley hatte ab den 1970er-Jahren regelmäßig mit dem Saxophonisten Elton Dean zusammengearbeitet. Um 1990 bildeten sie das Elton Dean / Howard Riley Quartet mit Paul Rogers und Mark Sanders, mit dem die beiden Alben All the Tradition und Descending Circles entstanden. Die beiden Musiker traten im Duo ab 1993 mehrmals live auf; bei den zwei in London und Oxford entstandenen Mitschnitten spielten sie neben Jazzstandards (wie Bill Evans’ „Turn Out the Stars“, „Darn That Dream“ und John Coltranes „Crescent“) mehrere Duo-Improvisationen. Die Titel 1 bis 6 wurden am 20. Mai 1993 beim London Jazz Festival aufgenommen, die Titel 7 und 8 im Holywell Music Room in Oxford am 29. Januar 1999.

## Titelliste
- Howard Riley & Elton Dean: One to One (Slam Productions SLAMCD 234)[1]

1. Turn Out the Stars (Bill Evans) 10:54
2. Comprehension 4:17
3. Darn That Dream (Eddie DeLange, Jimmy Van Heusen) 9:12
4. Shared Confidences 4:47
5. Crescent (John Coltrane) 11:39
6. Duopoly 3:00
7. One to One 9:49
8. Spires 12:11

Wenn nicht anders vermerkt, stammen die Kompositionen von Howard Riley und Elton Dean.

## Rezeption
Thom Jurek verlieh dem Album in Allmusic vier Sterne und schrieb, dieses Duo habe noch nie instinktiver und harmonischer gespielt als hier. Es gebe hier keine schwachen Momente, da  die beiden Musiker mit Energie, Gelassenheit und Freude eine Melodie nach der anderen durchziehen.
Der scharfe Ton von Deans Saxophon und die rauen Akkorde des Pianisten Riley würden den Charakter von Bill Evans’ „Turn Out the Stars“ und den Standard „Darn That Dream“ verwandeln, hieß es in The Wire. Für John Coltranes „Crescent“ wechsle Dean zum Altsaxophon. Fünf komplett improvisierte Duette würden einen vergleichbaren Reichtum an Erfahrung, Können und musikalischer Intelligenz zeigen.
Dies sei ein exzellentes Album, schrieb Barry McRae in Jazz Journal. Titel wie „Comprehension“, „Shared Confidence“ und „Duopoly“ würden die Form vollständig improvisatorischer Interaktionen annehmen. Diese forderten die Teilnehmer bis zum Äußersten, aber die Reaktion beider Musiker sei vorbildlich. Dasselbe gelte für die in Oxford entstandenen Stücke, und „One to One“ kommt als einer jener besonderen Momente rüber, in denen zwei Männer während der gesamten Dauer eines gemeinsamen Erlebnisses einen kreativen Höhepunkt zu erreichen scheinen.